# Aurel Percă
Aurel Percă (ur. 15 sierpnia 1951 w Săbăoani) – rumuński duchowny katolicki, arcybiskup metropolita Bukaresztu od 2020.

## Życiorys
Święcenia kapłańskie otrzymał 29 czerwca 1979 i został inkardynowany do diecezji Jassów. Był m.in. kanclerzem kurii, wykładowcą instytutu teologicznego, rektorem seminarium oraz wikariuszem generalnym diecezji.

### Episkopat
29 września 1999 papież Jan Paweł II mianował go biskupem pomocniczym diecezji Jassów, ze stolicą tytularną Mauriana. Sakry biskupiej udzielił mu 8 grudnia 1999 bp Petru Gherghel.
21 listopada 2019 papież Franciszek mianował go arcybiskupem metropolitą Bukaresztu. 11 stycznia 2020 odbył się ingres do katedry św. Józefa w Bukareszcie. 